# Benicia
Benicia és una població dels Estats Units a l'estat de Califòrnia. Segons el cens del 2000 tenia 26.865 habitants.

## Demografia
Segons el cens del 2000, Benicia tenia 26.865 habitants, 10.328 habitatges, i 7.239 famílies. La densitat de població era de 804,1 habitants per km².
Dels 10.328 habitatges en un 36,7% hi vivien nens de menys de 18 anys, en un 54,2% hi vivien parelles casades, en un 11,9% dones solteres, i en un 29,9% no eren unitats familiars. En el 23,6% dels habitatges hi vivien persones soles el 6,7% de les quals corresponia a persones de 65 anys o més que vivien soles. El nombre mitjà de persones vivint en cada habitatge era de 2,6 i el nombre mitjà de persones que vivien en cada família era de 3,1.
Per edats la població es repartia de la següent manera: un 27,1% tenia menys de 18 anys, un 6,5% entre 18 i 24, un 28,3% entre 25 i 44, un 28,8% de 45 a 60 i un 9,3% 65 anys o més.
L'edat mediana era de 39 anys. Per cada 100 dones de 18 o més anys hi havia 90,1 homes.
La renda mediana per habitatge era de 67.617 $ i la renda mediana per família de 77.974 $. Els homes tenien una renda mediana de 59.628 $ mentre que les dones 39.893 $. La renda per capita de la població era de 31.226 $. Entorn del 3,1% de les famílies i el 4,3% de la població estaven per davall del llindar de pobresa.

## Poblacions més properes
El següent diagrama mostra les poblacions més properes.